# Pasquale Sabbatino
Pasquale Sabbatino (Pompei, 22 aprile 1953) è un critico letterario e saggista italiano.

## Biografia
Pasquale Sabbatino si è formato alla scuola del dantista Aldo Vallone. Professore ordinario di Letteratura italiana presso l'Università degli studi di Napoli Federico II, coordinatore del Master di II livello in Drammaturgia e Cinematografia (http://www.drammaturgiacinematografia.unina.it/), socio dell'Accademia di Archeologia Lettere e Belle Arti (Società Nazionale di Scienze, Lettere e Arti in Napoli), è stato Visiting Professor presso l'Università di Toronto.
Si è occupato della Divina Commedia di Dante. Ha svolto indagini innovative sull'Umanesimo e Rinascimento, in particolare sulla scienza della scrittura in Pietro Bembo, le cui Prose della volgar lingua vengono manualizzate, come nel caso del compendio "trascritto nel codice Marciano Italiano X, 125 (=6533) e pubblicato recentemente dal Sabbatino" (Storia della civiltà letteraria italiana, diretta da Giorgio Barberi Squarotti, vol. II. Umanesimo e Rinascimento di Rinaldo Rinaldi. to. 2, Torino, Utet, 1993, p. 1418). Ha ricostruito l'intreccio tra letteratura e filosofia nelle opere di Giordano Bruno, il moderno Ulisse che compie l'audace volo nell'universo infinito. Ha dato un contributo incisivo sui rapporti tra letteratura e arti figurative nella sua ricerca su imitazione e illusione in Leonardo da Vinci, Pomponio Gaurico, Raffaello Sanzio, Baldassarre Castiglione, Giorgio Vasari, Benvenuto Cellini, Michelangelo Merisi da Caravaggio, Annibale Carracci, Giovan Battista Marino, Giovanni Pietro Bellori. Ha avviato la stagione della filologia per le opere di Peppino De Filippo, portando l'attenzione sulla produzione dialettale, in particolare sulla inedita traduzione in napoletano di Liolà e Lumie di Sicilia di Pirandello (Corriere della Sera, 26 gennaio 2011, p. 46).
Ha dedicato numerosi studi alla drammaturgia italiana, in particolare alla Vedova (Firenze, 1569) di Giovan Battista Cini, al Candelaio (Parigi, 1582) di Giordano Bruno, alla fortuna di Goldoni a Napoli, al teatro di Salvatore Di Giacomo e Roberto Bracco, a Napoli milionaria! di Eduardo e Quelle giornate! di Peppino De Filippo e Maria Scarpetta, al Vento passa di Anna Maria Ortese, alle opere di Roberto De Simone e Annibale Ruccello, ai ritratti di Massimo Troisi disegnati da scrittori e registi.
Ha svolto indagini sulle rappresentazioni della camorra nella letteratura, nel teatro e nelle arti figurative, dalla prima lettera di Pasquale Villari sulla camorra (1861) al romanzo-inchiesta Gomorra (2006) di Roberto Saviano. Ha ideato e realizzato la Biblioteca digitale sulla camorra (http://www.bibliocamorra.altervista.org/ Archiviato l'8 ottobre 2014 in Internet Archive.), un progetto nato nel Dipartimento di Filologia Moderna dell'Università degli Studi di Napoli Federico II, in sinergia con esperti e studiosi di altri settori (storia, cinema, musica, arti figurative).
Inoltre ha fondato e diretto riviste scientifiche internazionali: Letteratura & Arte, Studi Rinascimentali, Rivista di letteratura teatrale .

## Opere
- Gli inverni di Fortini. Il rischio dell'errore nella cultura e nella poesia, Foggia, Bastogi, 1982;
- Il modello bembiano a Napoli nel Cinquecento, Napoli, Ferraro, 1986;
- La «scienza» della scrittura. Dal progetto del Bembo al manuale, Firenze, Olschki, 1988, ISBN 88-222-3597-5;
- L'Eden della Nuova Poesia. Saggi sulla «Divina Commedia», Firenze, Olschki, 1991, ISBN 88-222-3836-2;
- Giordano Bruno e la «mutazione» del Rinascimento, Firenze, Olschki, 1993, ISBN 88-222-4044-8;
- L'idioma volgare. Il dibattito sulla lingua letteraria nel Rinascimento, Roma, Bulzoni, 1995, ISBN 88-7119-776-3;
- La bellezza di Elena. L'imitazione nella letteratura e nelle arti figurative del Rinascimento, Firenze, Olschki, 1997, ISBN 88-222-4503-2;
- A l'infinito m'ergo. Giordano Bruno e il volo del moderno Ulisse, Firenze, Olschki, 2004, ISBN 88-222-5282-9;
- Le città indistricabili. Nel ventre di Napoli da Villari ai De Filippo, Napoli, Edizioni Scientifiche Italiane, 2007, ISBN 978-88-495-1416-2.
- Scritture e atlanti di viaggio. Dal Medioevo al Novecento, Roma, Carocci, 2015, ISBN 978-88-430-7639-0.

## Curatele
- La dimensione umana e la prospettiva divina, a cura di Pasquale Sabbatino, Pompei, Biblioteca L. Pepe, 1984 (1° ciclo della Lectura Dantis Pompeiana, fondata da Pasquale Matrone).
- L'uomo di Dante e Dante uomo, a cura di Pasquale Sabbatino, Pompei, Biblioteca L. Pepe, 1985 (2° ciclo della Lectura Dantis Pompeiana).
- Realtà e simbolo della donna nella «Commedia», a cura di Pasquale Sabbatino, Pompei, Biblioteca L. Pepe, 1987 (3° ciclo della Lectura Dantis Pompeiana).
- «Nel mondo mutabile e leggiero» Torquato Tasso e la cultura del suo tempo, a cura di Pasquale Sabbatino, Dante Della Terza, Giuseppina Scognamiglio, Napoli, Edizioni Scientifiche Italiane, 2003. ISBN 88-495-0568-X.
- Peppino De Filippo e la comicità nel Novecento. Convegno interdisciplinare (Napoli, 24-25 marzo 2003; San Giorgio a Cremano, 26 marzo 2003), a cura di Pasquale Sabbatino e Giuseppina Scognamiglio, Napoli, Edizioni Scientifiche Italiane, 2005. ISBN 88-495-1058-6.
- Giornalismo letterario a Napoli tra Otto e Novecento. Studi offerti ad Antonio Palermo, a cura di Pasquale Sabbatino, Napoli, Edizioni Scientifiche Italiane, 2006. ISBN 88-495-1073-X.
- La «bella scola» federiciana di Aldo Vallone, a cura di Pasquale Sabbatino, Napoli, Edizioni Scientifiche Italiane, 2007. ISBN 88-495-1313-5.
- Annibale Ruccello e il teatro nel secondo Novecento, a cura di Pasquale Sabbatino, Napoli, Edizioni Scientifiche Italiane, 2009. ISBN 978-88-495-1601-2.
- Iacopo Sannazaro. La cultura napoletana nell'Europa del Rinascimento, a cura di Pasquale Sabbatino, Firenze, Olschki, 2009. ISBN 978-88-222-5847-2.
- Le rappresentazioni della camorra. Lingua, letteratura, teatro, cinema, storia, a cura di Patricia Bianchi e Pasquale Sabbatino, Napoli, Edizioni Scientifiche Italiane, 2009. ISBN 978-88-495-1807-8.
- Medioevo e Rinascimento nella storiografia letteraria italiana tra Otto e Novecento, a cura di Toni Iermano e Pasquale Sabbatino, «Studi rinascimentali», 8, 2010. ISSN 1824-1948 (WC · ACNP).
- Per Peppino De Filippo attore e autore, a cura di Pasquale Sabbatino e Giuseppina Scognamiglio, Napoli, Edizioni Scientifiche Italiane, 2010. ISBN 978-88-495-1792-7.
- La comunità inconfessabile. Risorse e tensioni nell'opera e nella vita di Elio Vittorini, a cura di Toni Iermano e Pasquale Sabbatino, Napoli, Liguori editore, 2011. ISBN 978-88-207-5240-8.
- Il racconto del Risorgimento nell'Italia nuova: tra memorialismo, narrativa e drammaturgia, a cura di Toni Iermano e Pasquale Sabbatino, Napoli, Edizioni Scientifiche Italiane, 2012. ISBN 978-88-495-2326-3.
- Le vie di Troisi sono infinite, a cura di Valerio Caprara, Pasquale Sabbatino, Giuseppina Scognamiglio, Napoli, Edizioni Scientifiche Italiane, 2012. ISBN 978-88-495-2396-6.
- La nuova scienza come rinascita dell'identità nazionale. La Storia della letteratura italiana di Francesco De Sanctis (1870-2010), a cura di Toni Iermano e Pasquale Sabbatino, Napoli, Edizioni scientifiche italiane, 2012.
- Il viaggio a Napoli tra letteratura e arti, a cura di Pasquale Sabbatino, Napoli, Edizioni scientifiche italiane, 2012. ISBN 978-88-495-2552-6.
- Passione Savinio. Letteratura arte politica (1952-2012), a cura di Toni Iermano e Pasquale Sabbatino, Napoli, Edizioni scientifiche italiane, 2013. ISBN 978-88-495-2700-1.